# Cáchovna
Cáchovna (nebo také cechovna, cechštůbna, z německého slova Zechenhaus) je místnost, která byla stavěna u dolů. Touto místností se procházelo k těžní kleci. Každý horník měl svoji kartičku (či jiný předmět – například kovovou známku, přívěsek s číslem, který ho identifikoval). Po příchodu do práce horník tuto známku-kartičku v cáchovně vložil do své přihrádky a po odchodu zase vyndal. Tento systém sloužil k tomu, aby se při případném důlním neštěstí vědělo, kdo zůstal v šachtě.
Evidence horníka na směně byla trojí. Při příchodu do práce mu byla vydána z tabule ve známkovně kovová známka. Zpravidla měla tvar podle 1., 2. nebo 3. směny. Např. kulatý, hranatý či trojúhelníkový. Tuto známku horník v lampovně zavěsil na stojan odkud odebral svou lampu a poslední evidence byla ve výše uvedené cáchovně. Po jednotlivých směnách probíhala následná kontrola odevzdaných známek a zda je horníkova lampa zpět v nabíjecím stojanu v lampovně.[zdroj?]